# Dudinská Päťdesiatka 2011
30. Dudinská Päťdesiatka – mityng w chodzie sportowym, który odbył się 26 marca 2011 w słowackich Dudincach.
W ramach zawodów o medale mistrzostw kraju w chodzie na 50 kilometrów rywalizowali Czesi, Słowacy, Polacy i Węgrzy.

## Rezultaty
| NR - rekord kraju \| WL - najlepszy tegoroczny wynik na listach światowych \| PB - rekord życiowy \| SB - najlepszy wynik w sezonie |

### Mężczyźni
| Konkurencja:             | 1. miejsce      | Rezultat         | 2. miejsce        | Rezultat   | 3. miejsce        | Rezultat   |
| Chód na 10 km (juniorzy) | Igor Puzanow    | 43:28 SB         | Peter Tichý       | 44:50 PB   | Nils Brembach     | 44:54 PB   |
| Chód na 20 km            | Andrij Kowienko | 1:21:44 PB       | Carsten Schmidt   | 1:24:39 SB | Predrag Filipović | 1:26:30 SB |
| Chód na 50 km            | Matej Tóth      | 3:39:45 WL NR PB | Rafał Fedaczyński | 3:46:05 PB | Rafał Sikora      | 3:46:16 PB |

### Kobiety
| Konkurencja:             | 1. miejsce      | Rezultat   | 2. miejsce          | Rezultat | 3. miejsce     | Rezultat |
| Chód na 10 km (juniorki) | Kate Veale      | 46:43 PB   | Natalia Płomińska   | 48:48 PB | Barbara Kovács | 50:19 PB |
| Chód na 20 km            | Olive Loughnane | 1:32:40 SB | Zuzana Schindlerová | 1:33:51  | Nadia Borowska | 1:33:59  |